# Tomoyuki Hirase
Tomoyuki Hirase (平瀬 智行, Hirase Tomoyuki, Kagoshima, 23 mei 1977) is een Japans voormalig voetballer die als aanvaller speelde.

## Carrière
Tomoyuki Hirase speelde tussen 1996 en 2010 voor Kashima Antlers, CFZ, Yokohama F. Marinos, Vissel Kobe en Vegalta Sendai.

## Japans voetbalelftal
Tomoyuki Hirase debuteerde in 2000 in het Japans nationaal elftal en speelde 2 interlands.

## Statistieken
| Japans voetbalelftal | Japans voetbalelftal | Japans voetbalelftal |
| Jaar                 | Wed.                 | Dlp.                 |
| -------------------- | -------------------- | -------------------- |
| 2000                 | 2                    | 0                    |
| Totaal               | 2                    | 0                    |